# Figura (geometria)

Figure geometriche piane

Figure geometriche solide

La figura geometrica o forma geometrica è l'ente astratto intorno al quale è articolata la geometria ed altri rami affini della matematica, come la trigonometria. Elementarmente, la figura geometrica può definirsi come un insieme continuo di punti e di relazioni tra gli stessi punti, caratterizzato da pertinenze quantitative e da pertinenze dimensionali.

## Concetti simili
Alla figura geometrica si contrappone la figura topologica, definita come un insieme continuo di punti e di relazioni tra gli stessi punti, caratterizzato da pertinenze quantitative e non da pertinenze dimensionali (es. nastro di Möbius, ciambella con K buchi, bottiglia di Klein), nonché il grafo. Caratteristica della figura geometrica è la indeformabilità, mentre della figura topologica la deformabilità e del grafo la schematicità.
In extenso, possono considerarsi anche figure geometriche gli spazi iniziali dove le figure stesse trovano collocazione come il punto (spazio a-dimensionale), la retta (spazio mono-dimensionale), il piano (spazio bi-dimensionale), lo spazio tri-dimensionale e gli iperspazi di dimensione superiore. Gli psicologi hanno teorizzato che gli esseri umani rompono le immagini in semplici forme geometriche chiamate geoni. Esempi di geoni comprendono coni e sfere.

## Classificazione
Ponendo alla base le figure geometriche della geometria elementare piana, ciascun ramo della geometria classifica le proprie figure in relazione a caratteristiche e pertinenze specifiche. Per grandi linee, si distinguono:

### Figura geometrica piana
Ogni punto della figura geometrica appartiene al piano.
- Punto
- Retta
- Semiretta
- Segmento (di retta)
- Fascio di rette
- Semipiano
- Quadrante
- Ottante
- Angolo
  - retto
  - acuto
  - ottuso
  - piatto
  - concavo
  - convesso
- Poligonale piana
  - aperta
  - chiusa
  - ordinaria
  - intrecciata

- Poligono
  - ordinario
  - intrecciato
  - stellato
  - convesso
  - concavo
  - equilatero
  - equiangolo
  - regolare
  - irregolare
  - inscrittibile
  - circoscrittibile
  - Triangolo
  - Quadrilatero = Quadrangolo
  - Pentagono
  - Esagono
  - Ettagono
  - Ottagono
  - Ennagono
  - Decagono
  - Endecagono
  - Dodecagono…
  - n-agono = Poligono con n lati

- Circonferenza
- Semicirconferenza
- Arco di circonferenza
- Cerchio
- Semicerchio
- Settore circolare
- Segmento circolare ad una base
- Segmento circolare a due basi
- Corona circolare
- Lente
- Lunula

Le specie di poligono sono infinite ed il loro nome gli deriva preminentemente o dal numero degli angoli interni o dal numero dei lati come:
- Triangolo
  - equilatero = equiangolo
  - isoscele
  - scaleno
  - rettangolo
  - acutangolo
  - ottusangolo

- Quadrilatero = Quadrangolo
  - Quadrato
  - Rettangolo
  - Rombo = Losanga
  - Trapezio
    - rettangolo
    - isoscele
    - scaleno

  - Trapezoide = Aquilone
  - Freccia
  - Parallelogramma
  - regolare
  - semiregolare
  - inscrittibile
  - circoscrittibile

### Figura geometrica solida
Ogni punto della figura geometrica appartiene allo spazio a tre dimensioni (Spazio-D.3).
- Prisma
  - Finito
  - Infinito
  - Retto
  - Obliquo
  - A base triangolare, quadrangolare, pentagonale...)
  - Tronco di prisma
- Piramide
  - Finita
  - Infinita
  - Retta
  - Obliqua
  - A base triangolare, quadrangolare, pentagonale...)
  - Tronco di piramide
- Cono
  - Finito
  - Infinito
  - Retto
  - Obliquo
  - Tronco di cono
  - Unghia conica
- Cilindro
  - Finito
  - Infinito
  - Retto
  - Obliquo
  - A base circolare, ellittica...)
  - Tronco di cilindro
  - Unghia cilindrica
- Sfera
  - Superficie sferica
  - Semisfera
  - Spicchio sferico
  - Segmento sferico a una o due basi
  - Calotta sferica
  - Zona sferica
  - Corona sferica
- Toro (isomorfo della figura topologica detta Ciambella con un buco)
- Poligono sferico
- Cuspide

- Poliedro
  - Regolare
  - Semiregolare
  - Sghembo
  - Ordinario
  - Incrociato
  - Stellato
  - Concavo
  - Convesso
  - Platonico
  - Archimedeo
  - Duale
  - Isomero
  - Enantiomorfo
  - Equilatero
  - Equiedro
  - Equicuspide
  - F-uniforme (Faccia-uniforme)
  - V-uniforme (Vertice-uniforme)
  - S-uniforme (Spigolo-uniforme)
  - Uniforme
  - Anomalo
  - Cavo
  - Semicavo
  - Tassellatore
  - Pseudo-tassellatore
  - Semplice
  - Composto
  - Solitario
  - Affiliato
  - Superiore
  - Inferiore
  - Inscrittibile
  - Circoscrittibile
  - Triangolare
  - Quadrangolare
  - Pentagonale
  - Esagonale
  - Ettagonale
  - Ottagonale
  - Ennagonale
  - Decagonale
  - Dodecagonale
  - n-agonale

Le specie poliedriche sono infinite e non tutte hanno una denominazione come: cubo, antiprisma archimedeo, ottaedro platonico, dodecaedro rombico, poliedro di Escher...

### Figura geometrica degli iperspazi
Ogni punto della figura geometrica appartiene ad uno degli iperspazi ad n dimensioni (Spazio-D.n), con n>3.
- Politopo, iperpoliedro (regolare: ipertetraedro di prima, seconda e terza specie, ipercubo, iperottaedro, iperdodecaedro);
- Ipersfera (3-sfera per n=4).

## Figura analitico-geometrica
Meglio conosciuta come Curva (piana, sghemba – algebrica, trascendente), oppure grafico, od anche configurazione, in quanto la figura geometrica è correlata ad una equazione in [x; y] o [x; y; z].

### Curva piana
La figura geometrica è correlata ad una equazione in [x, y].

#### Curve algebriche di 1º e 2º grado
Retta – conica: parabola, circonferenza, ellisse, iperbole (generica, regolare, equilatera).

#### Curve algebriche di 3º grado
Cubica: Folium di Cartesio, Versiera di Agnesi, Tridente, Cissoide, Strofoide, Poliziotto in servizio, Lemniscata, Croce di Malta, Svastica, Motore elettrico, Testa di un piolo, Bicorno, Nodo, Bifoglio, Fagiolo, Trifoglio, Maglia, Ampersand, Bicuspide, Staffa, Arco, Manubrio, Cuspide cheratoide, Farfalla – Famiglia di curve, Conica confocale, Configurazione ripetuta.

#### Curve algebriche di 4º grado
Quartica.

#### Curve algebriche di 5º grado
Quintica.

#### Curve trigonometriche piane
La figura geometrica è correlata ad una funzione trigonometrica, diretta (seno, coseno, tangente, cotangente, secante, cosecante), od inversa (arcoseno, arcocoseno, arcotangente, arcocotangente, arcosecante, arcocosecante).
Sinusoide, cosinusoide, tangentoide, cotangentoide, secantoide, cosecantoide, arcosinusoide, arcocosinusoide, arcotangentoide, arcocotangentoide, arcosecantoide, arcocosecantoide.

#### Curve polari
Circonferenza, retta, lemniscata di Bernoulli, iperbole equilatera, cardioide, parabola, lumaca con cappio, lumaca senza cappio, ellisse con eccentricità un mezzo, iperbole con eccentricità due, spirale di Archimede, spirale reciproca, lituo, spirale parabolica, spirale equiangola, rodonea (curva a rosa), cappi che si intersecano – Famiglia di lumache.

#### Luoghi bipolari
Circonferenza di Apollonio, asse di un segmento, ovali di Cartesio, ellisse, iperbole, iperbole equilatera, ovali di Cassini, lemniscata di Bernoulli, linee equipotenziali per le cariche, linee di forza per un magnete.

#### Altre curve celebri
Concoide, trocoide, epitrocoide, ipotrocoide, cicloide, epicicloide, ipocicloide, asteroide, deltoide, nefroide, rulletta, catenaria, gaussiana, pelecoide.

#### Curve limiti di successioni poligonali
Fiocco di neve di von Koch, antifiocco di neve, curva di Sierpinski.

### Figura analitico-geometrica spaziale
La figura geometrica è correlata ad una equazione algebrica in [x, y, z].

#### Quadriche
Sfera – cono – cilindro – ellissoide – iperboloide – paraboloide ellittico (paraboloide ad una falda), paraboloide iperbolico (paraboloide a due falde).

#### Superfici rigate
Sella d'asino – paraboloide iperbolico (paraboloide a due falde).

#### Superfici e solidi di rivoluzione
Per la determinazione dell'area e/o del volume della figura geometrica generata, ci si avvale dei due Teoremi di Guldino (Paul Guldin – San Gallo 12.6.1577 – Graz 3.11.1643 – Matematico svizzero di origine ebraica).
- Toro (Generatrice: Cerchio – Asse di rotazione: Retta complanare esterna)
- Cono (Generatrice: Triangolo rettangolo – Asse di rotazione: Retta di un cateto)
- Tronco di cono (Generatrice: Trapezio rettangolo – Asse di rotazione: Retta del lato normale alle basi)
- Cilindro (Generatrice: Rettangolo – Asse di rotazione: Retta di un lato)
- Sfera (Generatrice: Semicerchio – Asse di rotazione: Retta degli estremi)
- Calotta, Zona sferica (Generatrice: Arco – Asse di rotazione: Retta di un estremo dell'arco e del centro del cerchio)
- Segmento sferico, a una / a due basi (Generatrice: Arco / semiarco – Asse di rotazione: Retta di un estremo dell'arco e del centro del cerchio)
- Ellissoide (Generatrice: Semiellisse – Asse di rotazione: Retta degli estremi)
- Paraboloide ellittico o Paraboloide a una falda (Generatrice: Semiparabola – Asse di rotazione: Asse della parabola)
- Paraboloide iperbolico o Paraboloide a due falde (Generatrice: Parabola – Asse di rotazione: Retta normale all'asse della parabola passante per il suo vertice)
- Iperboloide a una falda (Generatrice: Ramo dell'iperbole – Asse di rotazione: Asse immaginario dell'iperbole)
- Iperboloide a due falde (Generatrice: Semirami dell'iperbole – Asse di rotazione: Asse reale dell'iperbole).

#### Grafici di particolari funzioni
- Curva dell'errore standard
- Curva delle oscillazioni smorzate
- Cuva delle pulsazioni
- Sequenza di approssimazioni (sviluppo di Maclaurin, sviluppo di Fourier)

#### Configurazioni interessanti
Famiglie di circonferenze ortogonali alle circonferenze di un fascio – Quadrangolo ortocentrico con la Circonferenza dei nove punti e le sedici circonferenze circoscritte e inscritte nei quattro triangoli che sono tangenti al quadrangolo – Quadrilatero con le quattro circonferenze circoscritte ai triangoli che si intersecano nel Punto di Wallace, la retta degli ortocentri, la circonferenza dei circocentri e le due famiglie di circonferenze coassiali ortogonali – Quadrangolo con la circonferenza dei nove punti, le quattro Circonferenze pedali e la circonferenza circoscritta al triangolo diagonale con il loro punto comune – Rette di Pascal della configurazione di sei punti su una conica e i Punti di Brianchon di sei tangenti a una conica.

## Figure geometriche composte

### Tassellazioni
- Tassellazione del piano
- Tassellazione della sfera
- Tassellazione dello spazio

### Fregi e mosaici
Fregio e mosaico sono concetti più dell'architettura che non della geometria, acquisiti dalla prima per motivi ornamentali di gran pregio, ma ampiamente studiati anche dalla seconda.

## Figure geometriche della geometria proiettiva
Figure geometriche della Geometria proiettiva sono descritte in Teoria delle ombre e Superfici rigate.